# Plustecken
Plustecken (+) är en symbol som används för att beteckna den matematiska operationen addition och som förtecken för positiva tal för att skilja dem från negativa i sådana sammanhang där positiva och negativa angivelser är lika normala, till exempel vid temperaturangivelser. Annars betraktas ett tal utan förtecken normalt som positivt.
I hebreiskan används ibland en variant av plustecknet i form av ett upp-och-nedvänt T: ﬩.

## Typografiska aspekter
Vid addition bör plustecknet omges av mellanrum. Skriv alltså:
99,4 + 6
hellre än:
99,4+6